# Australomimetus subspinosus
Australomimetus subspinosus är en spindelart som beskrevs av Stefan Heimer 1986. Australomimetus subspinosus ingår i släktet Australomimetus och familjen kaparspindlar.
Artens utbredningsområde är New South Wales. Inga underarter finns listade.